# Guillermo González Ruiz
Guillermo González Ruiz (Chascomús, 18 de marzo de 1937) es un arquitecto y diseñador gráfico argentino. Fue director y profesor en la carrera de diseño gráfico de la Facultad de Arquitectura, Diseño y Urbanismo (Universidad de Buenos Aires). Recibió un Premio Konex (Diploma al Mérito) en Diseño Gráfico.

## Biografía
En 1950 ingresó en el Colegio Nacional de Buenos Aires y egresó en 1955. Se graduó de arquitecto en 1965 en la Facultad de Arquitectura de la Universidad de Buenos Aires.
Desde 1961 a 1966 fue diseñador gráfico de diversas agencias de publicidad. En 1968 pasó a integrar el estudio González Ruiz, Méndez Mosquera y Ronald Shakespear, siendo socio de este último hasta 1973. Durante los años 1971 y 1972 fue director del grupo de diseño encargado de proyectar el sistema de señalización de Buenos Aires, hoy implantado en la mayoría de las ciudades del país. Desde 1974 ha diseñado numerosos trabajos para empresas estatales y privadas y fue asesor de señalización de los principales estudios de arquitectura. 
Entre los años 1985 y 1990 fue director de la carrera de Diseño Gráfico de la Facultad de Arquitectura, Diseño y Urbanismo de la Universidad de Buenos Aires. Ha escrito diversos trabajos dentro del campo del diseño gráfico y sus obras han sido publicadas en revistas y anuarios de diseño de Inglaterra, Estados Unidos, Alemania, Suiza, Italia y Japón.
Hasta 2011, fue profesor titular de las materias de Diseño Gráfico niveles 1, 2 y 3 de la carrera de diseño gráfico en la FADU.

## Inicios como diseñador
En 1955, en la Facultad de Arquitectura, Onetto, Méndez Mosquera, Jannello, Le Pera, Oliver, Moller, Breyer y otro grupo de docentes fueron los encargados de demostrar a través de la formación de nuevos arquitectos que las teorías racionalistas de la Bauhaus habían llegado a Buenos Aires y se iban a expandir por todo el país. En este contexto, se nutren muchos profesionales que luego concentrarán su labor en el área del diseño de comunicación. Así, en los años 60, el grupo empresario Siam crea su propia agencia de publicidad y diseño —Agens—, por la que pasan algunos jóvenes que serán los pilares de la renovación del diseño argentino: Roberto Alvarado, Guillermo González Ruiz, Martín Mazzei, América Sánchez y Ronald Shakespear. 
Poco después, ese mismo grupo económico funda el Instituto Di Tella que durante toda una década será la principal institución privada del país dedicada a las artes y las ciencias sociales. Los catálogos, programas de teatro, afiches y publicaciones marcan un hito en la evolución del diseño gráfico local. En 1971, el estudio González Ruiz-Ronald Shakespear proyecta el Plan Visual de la Ciudad de Buenos Aires, abarcando todos los aspectos relacionados con la imagen y la señalización de la ciudad. Según Fontana: «Fue el más completo realizado en tal sentido y significó el posicionamiento definitivo de la cultura del diseño en la vía pública». 
En 1985, la creación de la carrera de Diseño Gráfico en la Facultad de Arquitectura, Diseño y Urbanismo de la UBA, se suma a las que ya existían en la Universidades de Cuyo y La Plata. En la de Buenos Aires, su primer director es Guillermo González Ruiz, contando en su plantel docente con los mejores profesionales del medio de ese momento.
En cuanto a su influencia en el pensamiento y la práctica del diseño, González Ruiz afirma: «La tesis que subyace en el trasfondo de este libro sostiene que la Teoría de la Gestalt es uno de los pensamientos más altamente científicos de la época contemporánea, porque ha posibilitado nuestra relación con el mundo de la forma, del espacio, del tiempo, del movimiento y del medio ambiente. Que por ser dicha teoría una de las matrices del pensamiento del diseño, éste puede aprenderse y enseñarse partiendo del principio de que no percibimos las cosas como elementos inconexos, sino que las organizamos mediante el proceso perceptivo, en conjuntos significativos. Que dichos conjuntos de significación se manifiestan como ciertos estadios de comprensión de la mente (…) El libro intenta demostrarla, exponiendo un estudio que basado en ella trata sobre la teoría de la práctica del Diseño» (Estudio de Diseño. Guillermo González Ruiz. Emecé Editores, 1994).

## Publicaciones
- 1972. Sistemas de Señales Urbanas.
- 1986. Diseño Gráfico y comunicación visual.
- 1989. El Diseño Gráfico en la Universidad de Buenos Aires.
- 1994. Estudio de Diseño, sobre la construcción de las ideas y su aplicación a la realidad

## Reconocimientos
- 1982. Premio al mejor diseñador del período 1978/1982. Lápiz de Plata del CAYC.
- 1990. Premio ADG. Asociación de Diseñadores Gráficos de Buenos Aires.
- 1992. Premio Konex: Diploma al mérito de Artes Visuales en la disciplina de Diseño Gráfico.[2]
- 2021. Reconocimiento como "Personalidad destacada de la Universidad de Buenos Aires",[3] durante los festejos por el Bicentenario de dicha universidad,[4] recibiendo también una medalla personalizada, una moneda acuñada por la Casa de la Moneda y un sello postal del Correo Argentino (especialmente elaborados para la ocasión).[5]